# Fisksjön (naturreservat)
Fisksjön är ett naturreservat i Karlskoga kommun i Örebro län.
Området är naturskyddat sedan 1981 och är 48 hektar stort. Reservatet omfattar den grunda fågelsjön Fisksjön med omgivande sankängar och skogsmark. Fisksjön är rik på fågelarter och bland dem märks kricka, skedand och brunand.